# (474053) 2016 GW250
(474053) 2016 GW250 es un asteroide perteneciente al cinturón de asteroides, descubierto el 23 de septiembre de 2004 por el equipo del Spacewatch desde el Observatorio Nacional de Kitt Peak, Arizona, Estados Unidos.

## Designación y nombre
Designado provisionalmente como 2016 GW25.

## Características orbitales
2016 GW250 está situado a una distancia media del Sol de 2,691 ua, pudiendo alejarse hasta 2,854 ua y acercarse hasta 2,528 ua. Su excentricidad es 0,060 y la inclinación orbital 2,545 grados. Emplea 1612 días en completar una órbita alrededor del Sol.

## Características físicas
La magnitud absoluta de 2016 GW250 es 17,132.